# Втора сирийска война
Втората сирийска война (260 – 253 пр.н.е.) е военен конфликт между птолемейски Египет и царството на Селевкидите. Войната започва през 260 пр.н.е. и завършва през 253 пр.н.е.. Египтяните са водени от Птолемей II против Антиох II Теос, който е подпомаган по изключение от Родос, който обикновено е на страната на египтяните.
Преди втората сирийска война се провежда Хремонидовата война (267 – 261 пр.н.е.) за Милет и Ефес.
Войната се състои в Йония, Анатолия и районите около Егейско море.
Египеските дипломати сключват мирен договор преди лятото 253 пр.н.е. чрез сключване на брак между Антиох II и дъщерята на Птолемей Береника Млада. Това струва живота на Антиох, който е още женен за Лаодика I и трябва да я напусне, но се връща през 246 пр.н.е. отново при нея, което води до две развития:
- Лаодика приема своя бивш съпруг отново и го отравя, както също и Береника и техния общ син.
- Египтяните се виждат задължени, заради постъпката с тяхната принцеса, да започнат така наречената „Лаодика война“, която се нарича и Трета сирийска война.